# Khesarhiya
Khesarhiya (en népalais : खेसरहिया) est un comité de développement villageois du Népal situé dans le district de Rautahat. Au recensement de 2011, il comptait 3 046 habitants.